# Centaurea zlatiborensis
Centaurea zlatiborensis — вид квіткових рослин родини айстрових (Asteraceae). Ареал: Сербія (гора Златибор). Належить до Centaurea sect. Acrocentron

## Середовище
Росте в сухих степових місцях існування на горі Златибор у західній Сербії.

## Морфологічна характеристика
Centaurea zlatiborensis морфологічно близька до C. calocephala, але стебла прості або рідко розгалужені з одноголовими гілками.